# René Kenner
René Kenner est un footballeur français, né le 21 avril 1906 à Choisy-le-Roi et mort le 4 janvier 1970 à Nice qui joua un match avec l'équipe de France.

## Biographie
Demi du CA Vitry dans les années 1920 et alors qu'il n'existe pas de championnat de France unifié, il est sélectionné à seulement 21 ans. Il ne joua qu'un match en équipe de France le 15 avril 1928 à l'occasion d'une défaite 2-3 en match amical face à la Belgique.
Il est recruté par Jean-Pierre Peugeot pour son tout nouveau club du FC Sochaux alors que le professionnalisme n'est pas encore officiellement autorisé en France. Il est présenté avec le groupe pro de Sochaux à l'occasion d'un match contre l'AS Montbéliard fin août 1929.
Polytechnicien, il devient directeur de la fonderie Peugeot de Sochaux et joue comme amateur avec l'AS Valentigney. Quand la guerre éclate, il soutient le FC Sochaux et rechausse même les crampons pour le club à l'occasion de quelques matchs amicaux en 1940 alors que la majorité des joueurs sont mobilisés.
Par la suite, il devient vice-président de la ligue de Bourgogne-Franche-Comté de football.